# استنلی‌ویل (کارولینای شمالی)
استنلی‌ویل (به انگلیسی: Stanleyville) یک منطقهٔ مسکونی در ایالات متحده آمریکا است که در شهرستان فورسایت، کارولینای شمالی واقع شده‌است.